# The Shift
The Shift ist ein Kurzfilm von Megan K. Fox, der im November 2018 beim Cork International Film Festival seine Premiere feierte.

## Handlung
In der letzten Disco eines in der irischen Gaeltacht gelegenen Dorfes soll ein Kostümball stattfinden. Die 15-jährige Denise ist fest entschlossen, dort jemanden zu finden, mit dem sie herumknutschen kann. Sie bereitet sich mit ihren beiden Freundinnen Cliodhna/Cliny and Rachel auf die Party vor. Sie überlegen dabei gemeinsam, was sie mit ihren Kostümen aussagen und wie sie mit diesen bei den Jungs ankommen. Da die Kostüme typisch US-amerikanisch sein sollen, wählt Denise schließlich ein Marilyn-Monroe-Outfit, mit Blondhaarperücke und weißem Kleid. Rachel geht als Cowgirl.
Nach einigen alkoholischen Getränken und der Enttäuschung nach einem Kuss mit einem sehr jungen Mann verlässt Denise die Party. Sie fühlt sich dumm und verarscht, doch will sie sich nicht den Spaß verderben lassen und auch nicht die Gelegenheit, vielleicht doch noch jemanden zum Herumknutschen zu finden. Denise kommt als Donald Trump verkleidet zurück, wehrt sich damit gegen die etablierten Konventionen bei Veranstaltungen dieser Art und verkündet „Pussys are powerful!“ Gemeinsam mit ihren beiden Freundinnen führt sie auf der Bühne einen sehr amerikanischen Tanz auf, und sofort kommt Stimmung im Saal auf. Nachdem die Mädchen die Initiative ergriffen haben, ist die Veranstaltung gar nicht mehr so dröge.
Dann wird sie von einem Jungen angesprochen, der sich als Hillary Clinton verkleidet hat. Sie küssen inmitten der Tanzfläche, und Denise fühlt sich, trotz ihrer Verkleidung als Mann, wie eine richtige Frau, wie Venus.

## Produktion
Es handelt sich bei The Shift um den sechsten Kurzfilm der irischen Regisseurin Megan K. Fox. Das Drehbuch schrieb Mairead Kiernan.
„To get the shift“ oder wie es üblicherweise ausgesprochen wird „Ta get da shift“ ist im englischsprachigen Raum eine Begrifflichkeit, die verwendet wird, um eine Person zu beschreiben, die jemand anderen geknutscht oder geküsst hat.
Für Fiona Bergin, die in der Hauptrolle Denise spielt, handelt es sich um die erste Filmrolle überhaupt. Weitere Nachwuchsdarsteller sind Kit Barrett, Joshua Campbell, Cian Colbert, Una O’Brien und Carol O’Reilly. Judy Donovan spielt die Bäuerin, der Denise beim Verlassen der Party draußen begegnet.
Der Film wurde von Karen Twomey produziert, die Kostüme stammen von Sarah Lally, als Kameramann fungierte Evan Barry.
Eine erste Vorstellung des Films erfolgte am 18. November 2018 beim Cork International Film Festival, wo er als Best Cork Short ausgezeichnet wurde. Zudem wurde er bei den Iffy Awards 2019 und beim Belfast Film Festival 2020 als bester Kurzfilm ausgezeichnet.